# Gomarisme
Le gomarisme ou mouvement des contre-remonstrants est un courant du calvinisme apparu au début du XVIIe siècle en réaction à la doctrine libérale des remontrants. Les contre-remonstrants eurent le théologien Franciscus Gomarus pour chef.

## Doctrine
Le fondement de la croyance des contre-remonstrants est que la vie de l'homme est prédestinée. Chaque homme naît avec un certain but, et il n'a aucune liberté d'en dévier. Ceci est notamment valable pour le salut éternel.
Selon les contre-remonstrants, on ne pouvait ni ajouter, ni ôter aucun homme parmi ceux qui iront au Ciel plus tard ; cela a été déterminé d'avance par Dieu. Les remonstrants sous la direction du théologien Jacobus Arminius ont adopté une variante plus libérale de la doctrine de la prédestination. Selon eux, Dieu a prédestiné pour le salut éternel ceux dont il savait précédemment qu'ils seraient croyants au cours de leur vie ; pour eux, l'homme a donc bel et bien une certaine influence sur sa place au paradis.[réf. nécessaire]
Les contre-remonstrants ont eu de nombreux partisans parmi la population « ordinaire » à l'époque du conflit avec les remonstrants, pendant la Trêve de douze ans. Le prince Maurice s'est également ouvertement déclaré contre-remonstrants, mais on peut se poser la question de savoir à quel point une cette adhésion fut une position religieuse ou un calcul politique ; en effet, son grand rival politique, grand-pensionnaire de Hollande, Johan van Oldenbarnevelt, fut un remonstrant.
Les dirigeants remonstrants ayant eu le dessous face au contre-remonstrants au synode de Dordrecht et Johan van Oldenbarnevelt ayant été exécuté, les positions du courant contre-remonstrant devinrent la doctrine officielle de l'Église réformée des Provinces-Unies.

## Note
1. ↑  Le prince Maurice aurait dit un jour qu'il ne savait pas « si la prédestination était à présent bleue ou verte ».